# Šiauliai (stacja kolejowa)
Šiauliai – stacja kolejowa w Szawlach, w okręgu szawelskim, na Litwie. Znajdują się tu 2 perony. Istnieje kładka, którą można dostać się na peron drugi oraz przejść na drugą stronę miasta.

## Historia
Stacja Szawle została otwarta w 1871 na drodze żelaznej libawsko-romeńskiej, pomiędzy stacjami Omole i Szylany. Stacja węzłowa od 1915.